# Stefanie de Velasco

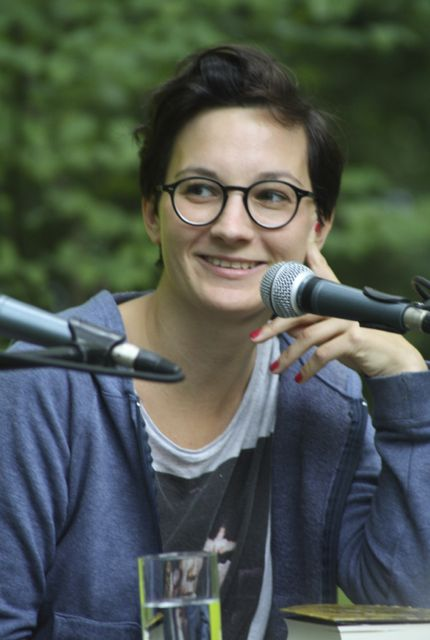
Stefanie de Velasco beim Erlanger Poetenfest 2013

Stefanie de Velasco (* 1978 in Oberhausen) ist eine deutsche Schriftstellerin und Schauspielerin.

## Leben
Stefanie de Velasco wuchs als Kind eines deutschen Vaters und einer spanischen Mutter in Sankt Augustin auf. Ihre Mutter, die alleinerziehend war und eine gläubige Zeugin Jehovas ist, führte sie von frühster Kindheit an zur Mitgliedschaft in der Religionsgemeinschaft hin. Sie besuchte die Integrierte Gesamtschule Bonn-Beuel und studierte Europäische Ethnologie und Politikwissenschaft in Bonn, Berlin und Warschau. Während ihrer Schulzeit wurde sie von einer Casting-Agentin angesprochen und als eine der Hauptrollen für den Film "Freundinnen und andere Monster" besetzt. Es folgten weitere Rollen in Film und Fernsehen, u. a. drehte sie mit Tom Tykwer, Vanessa Jopp, Ute Wieland, Wolfgang Becker und Felix Randau. 2007 gab sie das Filmschauspiel auf und arbeitete als Performerin für zahlreiche Shows des dänischen Performancesduos SIGNA. 2014 gab sie das Schauspiel ganz auf, um sich dem Schreiben zu widmen. Sie ist Autorin von Romanen, Essays und schreibt regelmäßig für Magazine wie Dummy, Reportagen und Republik.

## Werk
Ihr Debütroman Tigermilch (2013) erzählt die Geschichte zweier 14-jähriger Mädchen, die losziehen, um sich entjungfern zu lassen. Was als Sommerferienspaß beginnt, endet in einer Tragödie, als die beiden Zeuginnen eines sogenannten Ehrenmords werden. Der Roman wurde verschiedentlich von der Kritik gelobt.
Tigermilch wurde für das Staatstheater Hannover, das Theater an der Parkaue Berlin und das Comedia Theater Köln dramatisiert und in mehrere Sprachen übersetzt. 2014 stand Tigermilch auf der Nominiertenliste für den Deutschen Jugendliteraturpreis. 2015 erschien die englische Übersetzung des Romans Tiger Milk auf der insgesamt 15 Autoren umfassenden Longlist für den Independent Foreign Fiction Prize der britischen Tageszeitung The Independent. Der Roman wurde im Sommer 2016 unter der Regie von Ute Wieland verfilmt und kam am 17. August 2017 in die Kinos.
In ihrem 2019 erschienenen Roman Kein Teil der Welt verarbeitet sie ihre Zeit bei den Zeugen Jehovas, die sie als von permanenter Angst und Alarmstimmung geprägt empfand. Mit 15 Jahren trat sie aus der Organisation aus. Ebenso wie ihr Debüt wurde Kein Teil der Welt 2020 für den Deutschen Jugendliteraturpreis nominiert.
Sie war 2022 Mitgründerin des PEN Berlin.

## Werke

### Film und Fernsehen

#### Schauspielerin
- 1998: Freundinnen & andere Monster
- 1999: Tatort: Licht und Schatten
- 2000: Der Krieger und die Kaiserin
- 2001: Anke
- 2001: Engel & Joe
- 2002: Freitagnacht
- 2002–2004: Trautes Heim
- 2003: Mein Weg zu Dir
- 2003–2004: Lindenstraße
- 2004: Mein Leben & Ich
- 2006: Die Sitte
- 2006: FC Venus – Angriff ist die beste Verteidigung
- 2006: Vom Ende der Eiszeit
- 2007: Bus (Kurzfilm)
- 2007: Tatort: Der Tote vom Straßenrand
- 2007: Die Anruferin
- 2010: Deadline – Jede Sekunde zählt
- 2017: Tigermilch

### Bücher
- Tigermilch (Roman), Kiepenheuer & Witsch, Köln 2013, ISBN 978-3-462-04573-4
- Kein Teil der Welt (Roman), Kiepenheuer & Witsch, Köln 2019, ISBN 978-3-462-05043-1
- Das Gras auf unserer Seite (Roman), Kiepenheuer & Witsch, Köln 2024, ISBN 978-3-462-00573-8

## Auszeichnungen und Stipendien
- 2011 Literaturpreis Prenzlauer Berg für den Anfang ihres Debütromans
- 2012 Stipendiatin der Schreibwerkstatt der Jürgen Ponto-Stiftung
- 2013 Schreibstipendium des Künstlerdorfes Schöppingen
- 2013 Stipendium der Drehbuchwerkstatt München
- 2013 Translab Stipendium des Ledig House New York
- 2014 Kranichsteiner Jugendliteratur-Stipendium
- 2014 Aufenthaltsstipendium im Schleswig-Holsteinischen Künstlerhaus Eckernförde
- 2014 Arbeitsstipendium für Schriftsteller der Kulturverwaltung des Berliner Senats[10]
- 2015 Werkstipendium des Deutschen Literaturfonds
- 2016 Aufenthaltsstipendium Villa Aurora Los Angeles
- 2019 Stipendiatin der Max Kade Foundation im Rahmen des International Writing Program der University of Iowa
- 2023 Bonner Stadtschreiberin 2023 des Vereins Lese-Kultur Godesberg e. V.[11]
- 2024 Arbeitsstipendium für Schriftsteller der Kulturverwaltung des Berliner Senats